# Paralucia
Paralucia is een geslacht van vlinders van de familie Lycaenidae, uit de onderfamilie Lycaeninae.

## Soorten
- P. aenea (Miskin, 1890)
- P. pyrodiscus (Rosenstock, 1885)
- P. spinifera Edwards & Common, 1978